# ハインケル HeS 40
ハインケル HeS 40 (HeS - Heinkel Strahltriebwerke) は1940年または41年にハインケル社のアドルフ・ミューラーのチームによって設計された実験的な定容積ジェットエンジンである。機械的な配置はHeS 30を原型としているものの従来のカン型燃焼器は燃焼中に燃焼室を密閉するためのポペットバルブを備えた大型の燃焼器に交換された。
定容積燃焼は大半のレシプロエンジンで使用されるオットーサイクルに似ており、一般的なジェットエンジンで使用されるブレイトンサイクルよりも燃料消費効率が優れると考えられた。

## 設計
設計はHeS 30を原型としただけでなく部品の製造も出来るだけ流用した。主な変更箇所は圧縮機の圧縮比を(2.8:1から)約2:1に下げ、新しい燃焼器が追加された。新しい燃焼器は原型より大きく、数が10から6基に減った。弁の取り付け部は圧縮機からの吸気部に流線型の形状になった。 
運転サイクルは従来のレシプロ式の6気筒エンジンと似ている。自動車のターボチャージャーに似ており、圧縮された空気はシリンダーに入りポペットバルブが閉じて燃焼器内で混合気の燃焼が完了する。燃焼器内はその時、高温、高圧になるが圧縮比は一定ではない。高温のガスは動力を取り出すためにピストンを動かすのではなくタービンへ流れる。燃焼中にいくつかの損失があり、真のオットーサイクルよりも効率が低いが、従来のジェットエンジンよりは幾分高効率でやや複雑で費用がかかった。

## 歴史
HeS 40は実際には製造されず机上の設計段階に留まった。HeS 30の性能が良好だったので設計作業は1942年に終了した。